# Sint-Pieterskerk (Nieuwkapelle)

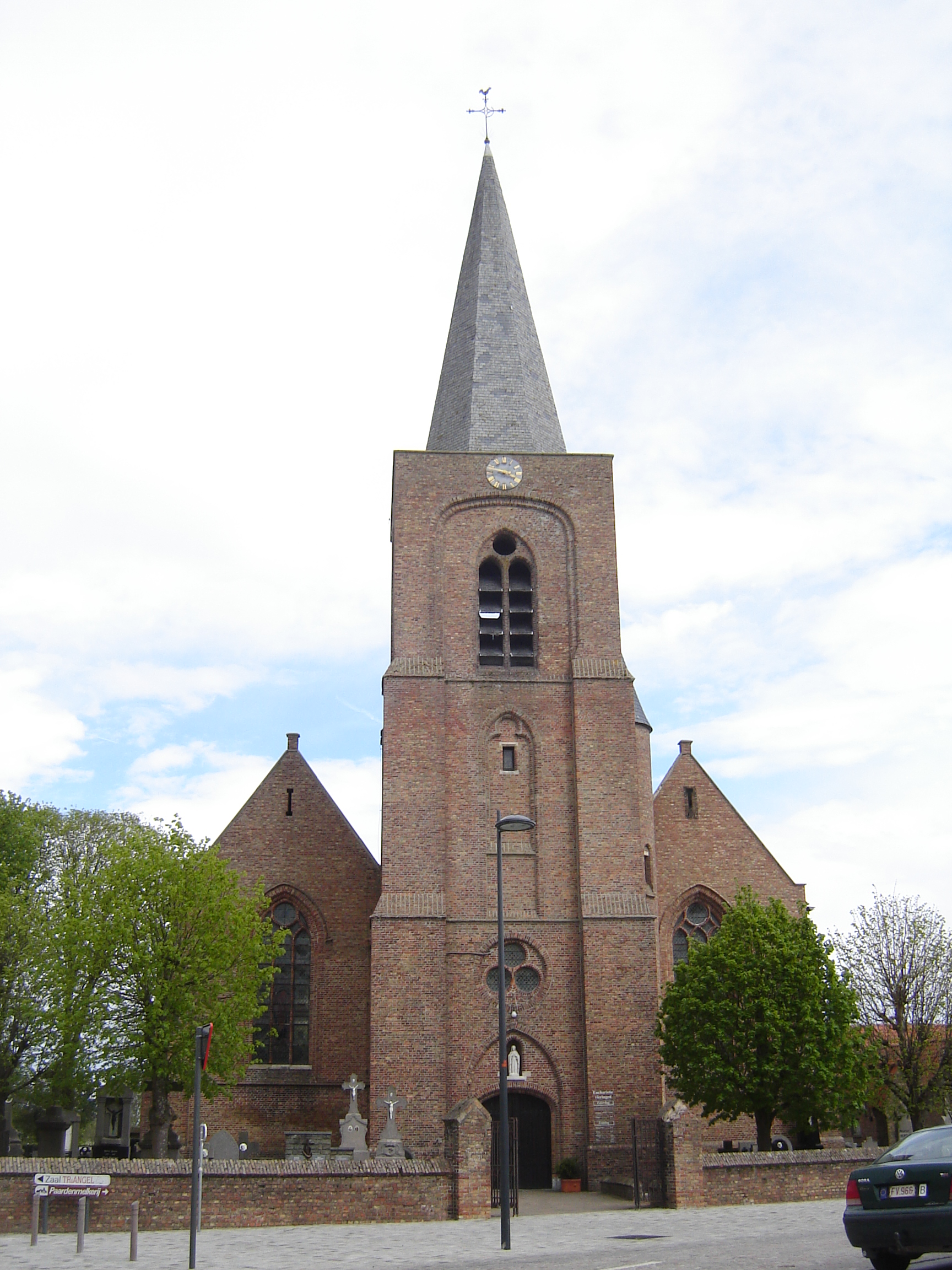
Sint-Pieterskerk

De Sint-Pieterskerk (ook: Sint-Petruskerk) is de parochiekerk van het tot de West-Vlaamse gemeente Diksmuide behorende dorp Nieuwkapelle.

## Geschiedenis
De parochie van Nieuwkapelle werd voor het eerst vermeld in 1222, als Nova ecclesia. Vermoedelijk was er eerst een romaanse kapel uit de 11e of 12e eeuw, waarvan nog muurresten aanwezig zouden zijn in de later gebouwde 14e-eeuwse kerk. Het betrof een driebeukige hallenkerk met een vieringtoren van 1423-1424.
Bij een Duits bombardement in 1915 werd de kerk vernield. Ook het interieur ging verloren. Van 1921 tot 1925 werd de kerk herbouwd, onder leiding van Antoine Dugardyn.

## Gebouw
De huidige kerk is een driebeukige akstenen hallenkerk met voorgebouwde westtoren, welke een vierkante plattegrond heeft, drie geledingen telt, en een achtkante spits heeft. De toren wordt geflankeerd door een ronde traptoren. Enkele grafstenen zijn er van de familie Tack, en ook is er nog een 18e-eeuws schilderij van een telg uit deze familie.